# Euphorbia deccanensis
Euphorbia deccanensis là một loài thực vật có hoa trong họ Đại kích. Loài này được V.S.Raju mô tả khoa học đầu tiên năm 1985.

## Hình ảnh

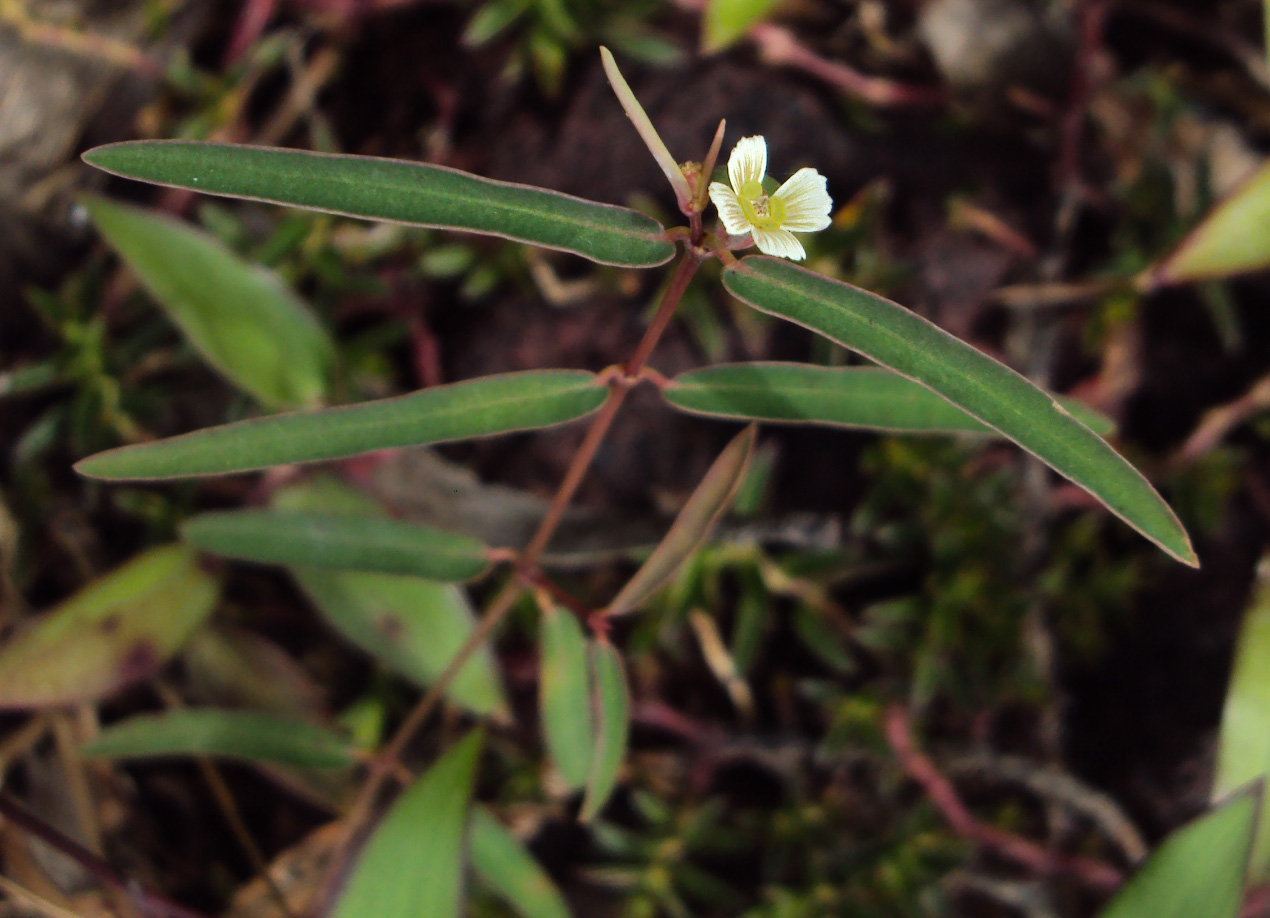
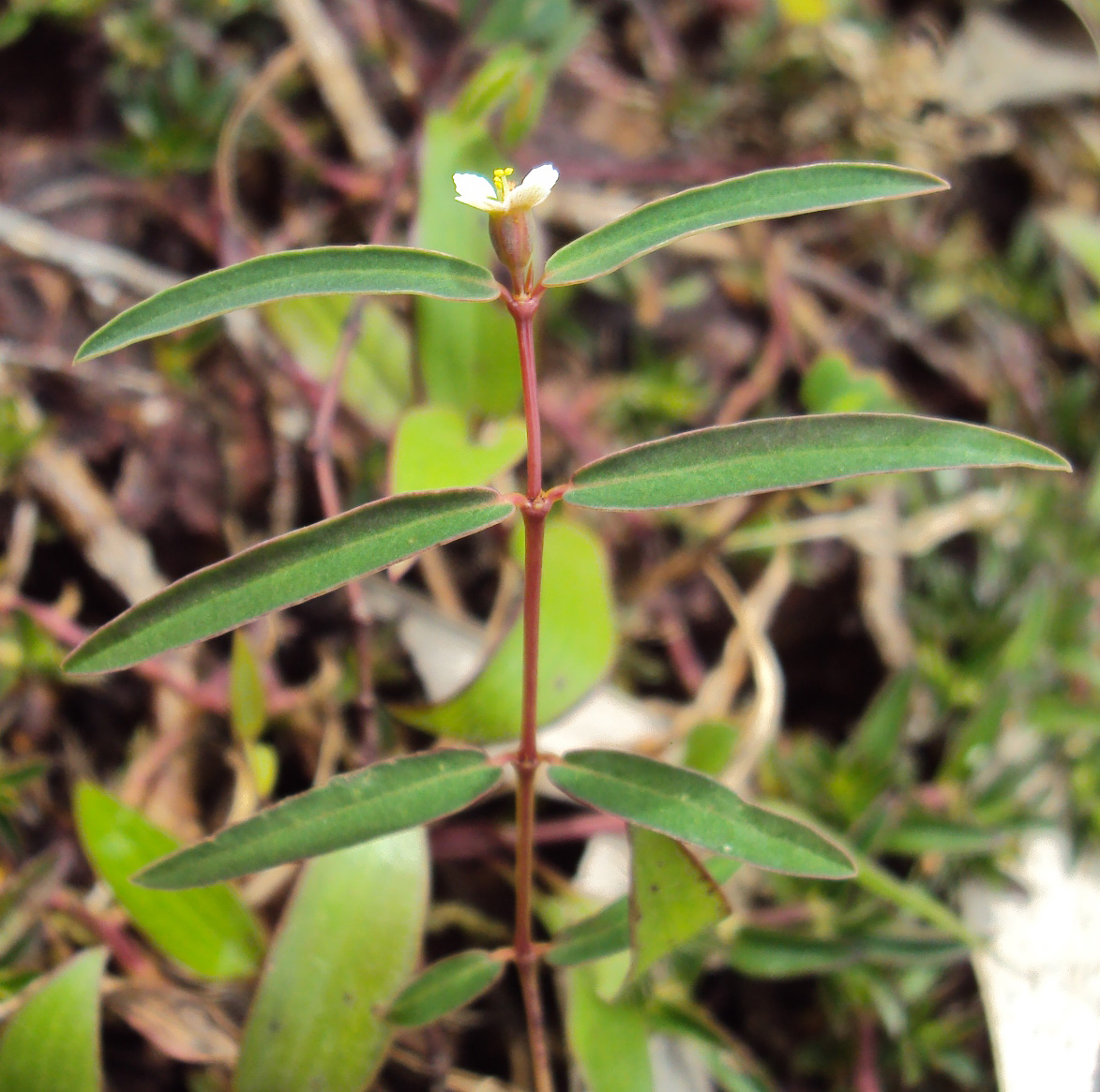
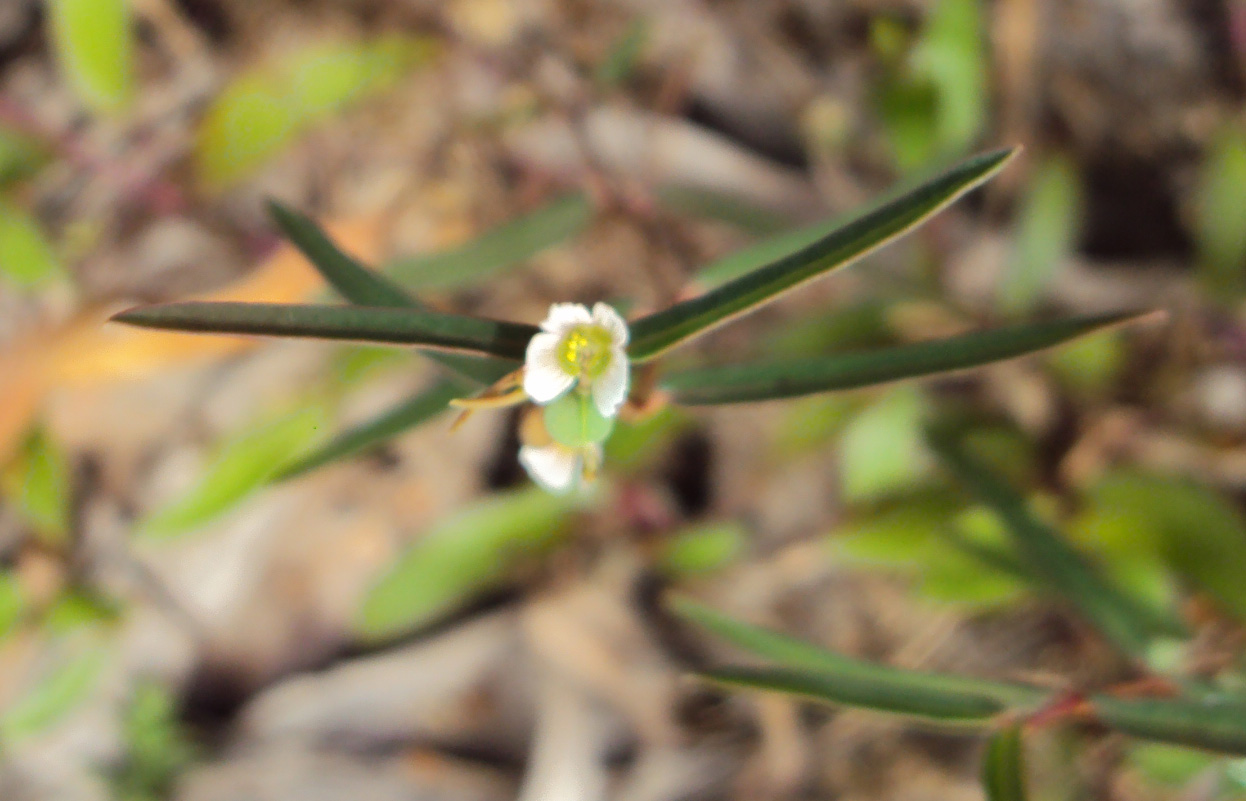
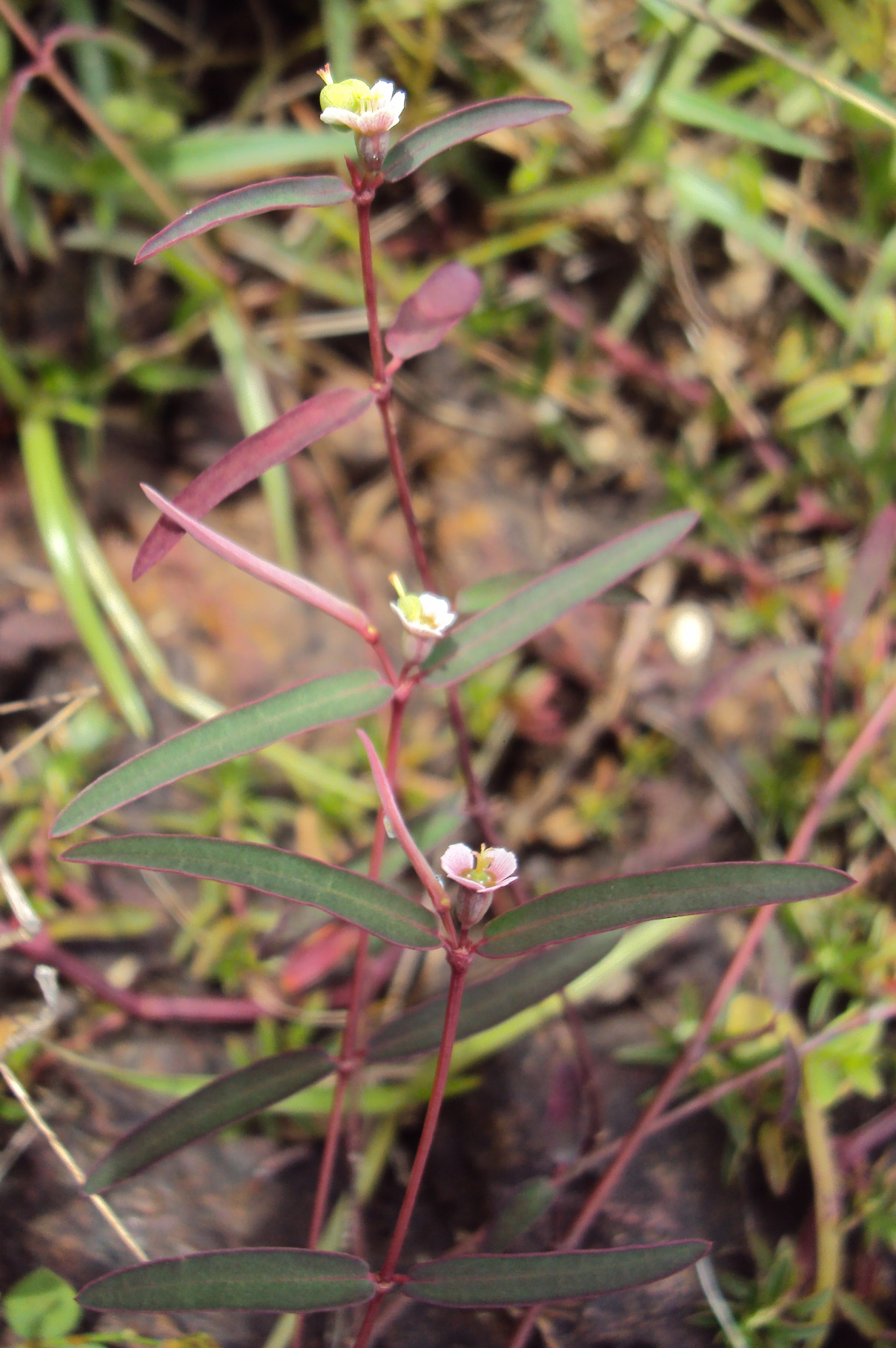